# Varaždinske Toplice
Varaždinske Toplice – miasto uzdrowiskowe w północnej Chorwacji, w żupanii varażdińskiej, siedziba miasta Varaždinske Toplice. W 2011 roku liczyły 1765 mieszkańców.

## Opis
Varaždinske Toplice położone są na obszarze Hrvatskiego zagorja, 16 km na południowy wschód od Varaždinu i 73 km na północny wschód od Zagrzebia, w dolnie rzeki Bednja. W mieście funkcjonuje uzdrowisko z wodami termalnymi.